# Pierre Wacquier
Pierre Wacquier (Doornik, 14 september 1959) was een Belgisch lid van het Waals Parlement.

## Levensloop
Wacquier werd beroepshalve verpleger en was ook actief bij P&V Assurances, waarvan hij de verzekeringsadviseur en later de directeur van werd. Tevens is hij actief als administrator.
In Laplaigne werd hij socialistisch militant en van 1989 tot 1991 was hij voorzitter van de PS-afdeling van Brunehaut. In deze gemeente was hij van 1992 tot 1994 OCMW-raadslid en van 1995 tot 2005 schepen. Sinds 2005 is hij er burgemeester.
In juni 2003 volgde hij Annick Saudoyer op in het Waals Parlement en in het Parlement van de Franse Gemeenschap en bleef er zetelen tot in juni 2004. Kort nadien werd hij opnieuw lid van beide parlementen ter opvolging van minister Rudy Demotte en bleef er zetelen tot aan de verkiezingen van 2009, waarbij hij niet herkozen werd.